# Rhyparus nilgirensis
Rhyparus nilgirensis är en skalbaggsart som beskrevs av Gilbert John Arrow 1909. Rhyparus nilgirensis ingår i släktet Rhyparus och familjen Aphodiidae. Inga underarter finns listade i Catalogue of Life.